# St. Sebastian (Aschering)

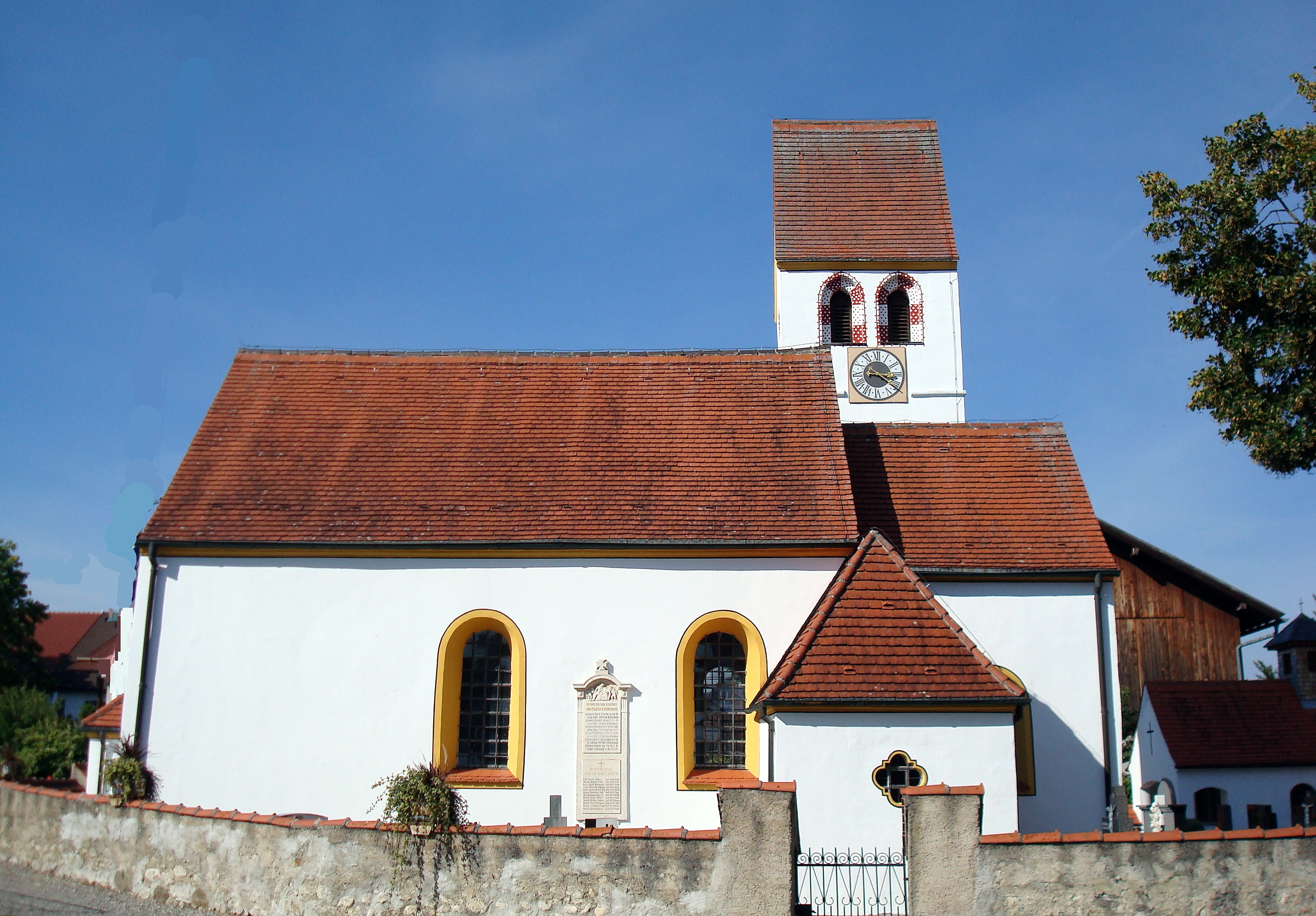
St. Sebastian in Aschering

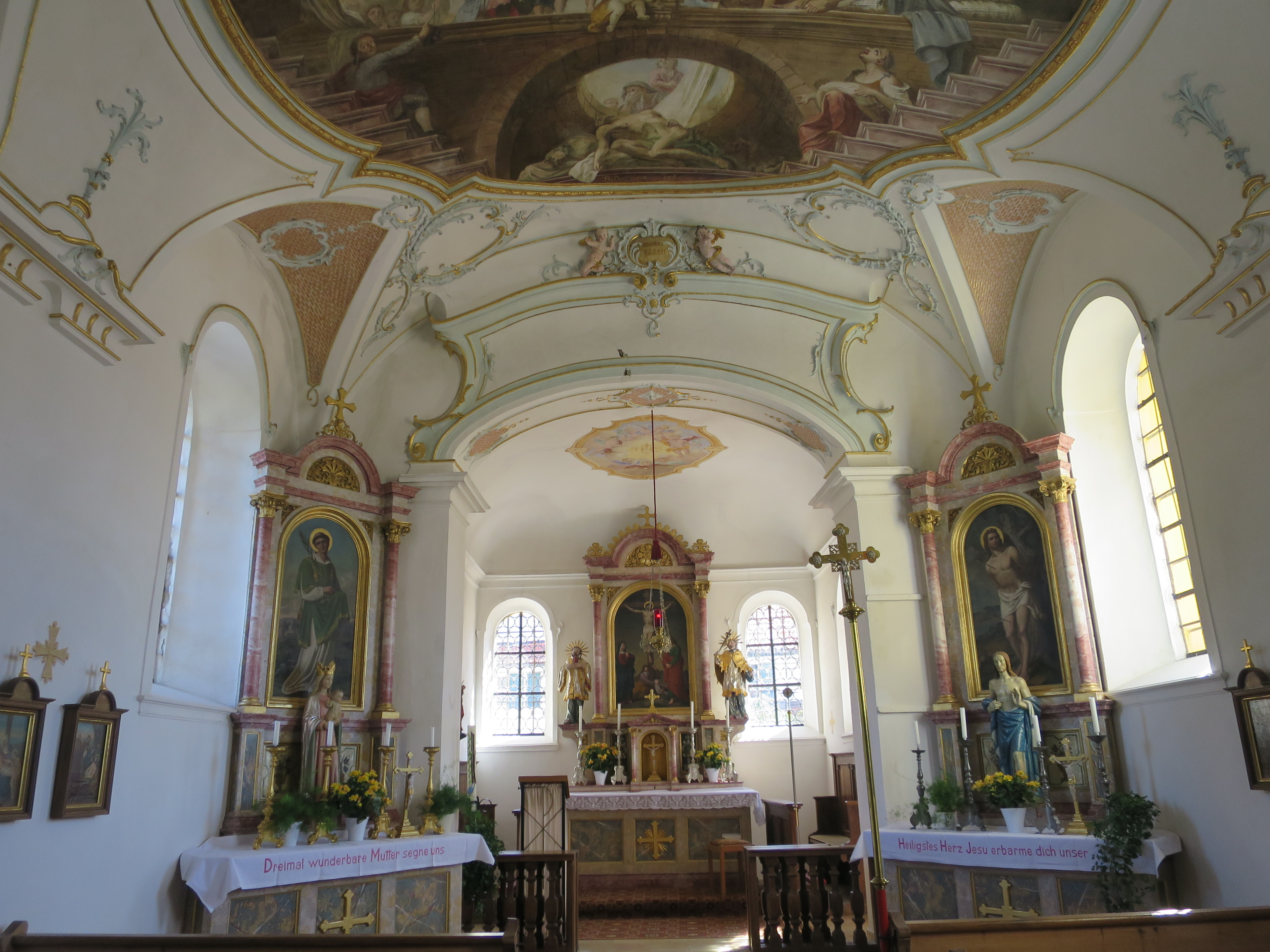
Blick zum Hochaltar

Die römisch-katholische Filialkirche St. Sebastian steht in Aschering, einem Gemeindeteil von Pöcking im oberbayerischen Landkreis Starnberg. Das Bauwerk ist als Baudenkmal unter der Nr. D-1-88-137-16 eingetragen.

## Beschreibung
Die Saalkirche wurde im Kern im 13. Jahrhundert erbaut und in der Mitte des 18. Jahrhunderts ausgebaut. Sie besteht aus einem Langhaus, einem eingezogenen Chor im Osten, einer Sakristei an der Südwand und einem Chorflankenturm an der Nordwand des Chors, dessen oberstes Geschoss die Turmuhr und den Glockenstuhl mit drei Kirchenglocken beherbergt. 
Der Innenraum des Langhauses ist mit einem Stichkappengewölbe überspannt. Die Fresken, auf denen unter anderem der heilige Sebastian dargestellt ist, wurden 1768 von Johann Baptist Baader eingefügt. Den Stuck fertigte Tassilo Zöpf. Die um 1860 gestaltete Kirchenausstattung ist neuromanisch.